# La Baldufa
La Companyia de Comediants La Baldufa és una companyia de teatre infantil fundada a Lleida l'any 1996. Els membres creatius i directors artístics de la companyia són Enric Blasi, Emiliano Pardo i Carles Pijuan.
L'any 2020, La Baldufa rebé el Premi Nacional d'Arts Escèniques per a la Infància i la Joventut, atorgat pel Ministeri de Cultura i Esport d'Espanya, a la trajectòria de la companyia, que en destacà la «concepció de l'espectador com a ésser capaç, crític i reflexiu sigui quina sigui la seva edat», i la capacitat de crear universos «de gran riquesa poètica visual».

## Trajectòria
La Baldufa nasqué de la mà d'Enric Blasi, Emiliano Pardo, Carles Pijuan, Carles Benseny, Toni Tomàs i Miriam Arnaz. Des dels seus inicis, la companyia ha presentat una vintena d'espectacles caracteritzats per un món visual amb personalitat pròpia, el clown, el teatre gestual, el poc ús del llenguatge verbal, els titelles, les ombres i les animacions.
Els seus espectacles presenten sempre un important compromís social: com l'espectacle Bye bye, Confetti, que planteja la dificultat d'afrontar el lideratge o l'absència; Mon pare és un ogre, en què s'aborda la culpa, la solidaritat o la justícia; Pinocchio, que planteja el valor de l'educació i la paternitat; Safari, que interpel·la el públic amb l'assetjament escolar i les seves conseqüències; El príncep feliç que tracta sobre l'altruisme; o Cirque déjà vu, que és una reflexió sobre les malalties degeneratives, la vellesa i l'amistat.
La Baldufa ha estat present en molts teatres i festivals nacionals, com ara el Teatre Nacional de Catalunya, el Gran Teatre del Liceu, la Fira del Teatre al Carrer de Tàrrega, el Festival Grec de Barcelona o la Fira de Titelles de Lleida, així com en nombrosos festivals europeus i internacionals. Des de 2008, l'Ajuntament d'Esterri d'Àneu i La Baldufa organitzen el Festival Esbaiola't, un festival de teatre al carrer i per a tots els públics en què la companyia està al càrrec de la direcció artística.

## Reconeixements
Al llarg de la seva trajectòria, els seus espectacles han estat guardonats amb diversos premis FETEN (Feria Europea de Artes Escénicas para niños y niñas de Gijón): per a Les Aventures del Baró de Münchausen al millor espectacle del 2001, per al Llibre Imaginari, premi al millor espai escènic el 2008; per al Príncep Feliç, premi a la millor adaptació teatral el 2012; per a Pinocchio com a millor espectacle del 2015 i millor direcció. A més, el 2020 la companyia va ser guardonada amb el Premi Nacional d'Arts Escèniques per a la Infància i la Joventut, atorgat pel Ministeri de Cultura i Esport. A la vegada, els espectacles Safari, Pinocchio, El Príncep Feliç, Cirque Déjà Vu, El Llibre Imaginari i Zeppelin ha rebut el segell «Recomendado» que atorga la Red Española de Teatros, Auditorios y Festivales de Titularidad Pública a través de les seves comissions artístiques.